# Фудзи (броненосец)
Броненосец «Фудзи» (яп. 富士) — броненосец японского императорского флота одноимённого типа. Назван в честь вулкана Фудзи на острове Хонсю, высшей точки Японии.

## Строительство
Построен на заводе Thames Iron Works Co. в Англии по заказу Японии в 1894—1897 годах. Прототипом был британский «Ройял Соверен», но водоизмещение было меньше на 2000 тонн, мог взять на борт меньше угля, а устаревшим 343-мм орудиям главного калибра пришли на смену  305-мм современные пушки. За строительством наблюдали 240 японских техников и офицеров флота, среди них будущие премьер-министры Сайто Макото (тогда капитан) и Като Томосабуро (тогда лейтенант). После завершения постройки участвовал в военно-морском параде по случаю шестидесятилетия со дня коронации королевы Виктории, после чего отбыл в Японию через Суэцкий канал.

## Служба
Во время русско-японской войны «Фудзи» под командованием капитана 1-го ранга К. Мацумото входил в первый боевой отряд первой эскадры, участвовал в обстрелах и блокаде Порт-Артура. Получил два попадания во время боя у Порт-Артура 9 февраля 1904 года. Во время бомбардировки Порт-Артура 22 марта получил серьёзные повреждения (попадание 305-мм снаряда) и был вынужден отправиться на ремонт в Японию. 10 августа 1904 года участвовал в бою в Жёлтом море.
В Цусимском сражении после попадания снаряда с «Фудзи» взорвался и затонул русский броненосец «Бородино». Сам «Фудзи» в бою получил 11 попаданий, на корабле было 8 убитых и 22 раненых. Корабль чудом избежал гибели после взрыва в кормовой башне, когда 305-мм русский снаряд пробил броню на 50-й минуте боя.
В 1910 году «Фудзи» прошел капитальный ремонт с заменой котлов и вооружения на японские образцы, после чего был переклассифицирован в броненосец береговой обороны 1-го класса. Во время Первой мировой устаревший броненосец нёс службу в Куре.
1 сентября 1922 года был исключён из состава флота и к 1923 году разоружён. Использовался как плавучая казарма. В 1948 году разобран на металл.

## Командиры корабля
- капитан 1-го ранга Миура Исао (Miura, Isao) — командовал кораблем с 20 февраля 1896 года по 31 октября 1897 года[2].
- капитан 1-го ранга Кано Юносин (Kano, Yunoshin) — с 22 января 1898 года по 22 марта 1899 года[3].
- капитан 1-го ранга Камимура Сёнодзё (Kamimura, Shonojo) — с 18 июня по 6 декабря 1900 года[4].
- капитан 1-го ранга Нидзима Итиро (Nijima, Ichiro) — с 1 октября 1901 года по 12 марта 1902 года[3].
- капитан 1-го ранга Иноуэ Тосио (Inoue, Toshio) — с 12 марта 1902 года по 26 сентября 1903 года[3].
- капитан 1-го ранга Мацумото Кадзу (Matsumoto, Kazu) — с 26 сентября 1903 года по 2 ноября 1905 года[5].
- капитан 1-го ранга Сакамото Хадзимэ (Sakamoto, Hajime) — с 2 ноября по 12 декабря 1905 года[5].
- капитан 1-го ранга Мори Итибэй (Mori, Ichibei) — с 12 декабря 1905 года по 22 октября 1906 года[6].
- капитан 1-го ранга Оги Гэндзабуро (Ogi, Genzaburo) — с 7 февраля по 21 октября 1907 года[7].
- капитан 1-го ранга Хироси Кацухико (Hirose, Katsuhiko) — с 21 октября 1907 года по 15 сентября 1908 года[7].
- капитан 1-го ранга Нисияма Санэтика (Nishiyama, Sanechika) — с 10 декабря 1908 года по 25 января 1909 года[6].
- капитан 1-го ранга Исибаси Хадзимэ (Ishibashi, Hajime) — с 25 января по 1 апреля 1909 года[7].
- капитан 1-го ранга Фудзимото Хидэсиро (Fujimoto, Hideshiro) — с 22 мая по 1 декабря 1909 года[8].
- капитан 1-го ранга Ямада Нараносуке (Yamada, Naranosuke) — с 1 декабря 1909 года по 6 января 1911 года[9].
- капитан 1-го ранга Хара Сейго (Hara, Seigo) — с 7 марта 1913 года по 17 апреля 1914 года[9] .